# Aphantaulax signicollis
Aphantaulax signicollis är en spindelart som beskrevs av Tucker 1923. Aphantaulax signicollis ingår i släktet Aphantaulax och familjen plattbuksspindlar. Inga underarter finns listade i Catalogue of Life.